# Jean Quevillon
Jean Quevillon (ur. 8 sierpnia 1963 w Sainte-Adèle w Quebecu, Kanada) – kanadyjski niepełnosprawny kolarz. Brązowy medalista Letnich Igrzysk Paraolimpijskich w Pekinie w 2008 roku. Wicemistrz paraolimpijski z Letnich Igrzysk Paraolimpijskich w Sydney w 2000 roku. Jego trenerem jest Éric Van den Eynde.

## Medale Igrzysk Paraolimpijskich

### 2008
- – Kolarstwo – bieg pościgowy indywidualnie - CP 3

### 2000
- – Kolarstwo – trial na czas - CP 3